# Sarthroviridae
Sarthroviridae es una familia de virus satélite de ARN monocatenario positivo que dependen de un virus auxiliar para su replicación. Incluye un género Macronovirus con una especie no nombrada, indentificada con el nombre de Macrobrachium satellite virus 1.
Los virus de esta familia se descubrieron en 2005 y se han encontrado en asociación simbiótica con los virus de la familia Nodaviridae que infectan animales. 
Los viriones son esféricos y miden 15 nm de diámetro. El genoma está compuesto por un ARN lineal de 796 nucleótidos y una cápside proteica con un solo ORF que traduce dos proteínas de aproximadamente 17 y 16 kDa. Carecen de envoltura vírica. Los viriones se replican usando la ARN polimerasa dependiente de ARN (RdRP) de los virus auxiliares donde obtienen proteínas para completar su cápside. Los viriones habitan a lado de los nodavirus y no pueden comenzar a replicarse hasta que los nodavirus hayan infectado a sus huéspedes animales.